# Dichaetophora bicornis
Dichaetophora bicornis är en tvåvingeart som beskrevs av Hu och Masanori Joseph Toda 2005. Dichaetophora bicornis ingår i släktet Dichaetophora och familjen daggflugor. Inga underarter finns listade i Catalogue of Life.